# Největší Ir
Největší Ir, v originále Ireland's Greatest, byla televizní soutěž, kterou po vzoru formátu BBC 100 největších Britů uspořádala roku 2010 irský veřejnoprávní vysílatel (televizní i rozhlasový) Raidió Teilifís Éireann. Soutěž hledala největší osobnosti irských dějin a na rozdíl od britské verze proběhla formou výzkumu veřejného mínění, nikoli formou anketní. Vítězem se stal sociálnědemokratický politik John Hume, nositel Nobelovy ceny míru.

## Výsledky
| Umístění | Jméno                   | Narozen | Zemřel | Obor            |
| -------- | ----------------------- | ------- | ------ | --------------- |
| 1        | John Hume               | 1937    |        | Politika        |
| 2        | Michael Collins         | 1890    | 1922   | Politika        |
| 3        | Mary Robinsonová        | 1944    |        | Politika        |
| 4        | James Connolly          | 1868    | 1916   | Politika        |
| 5        | Bono                    | 1960    |        | Hudba           |
| 6–10     | Noël Browne             | 1915    | 1997   | Politika        |
| 6–10     | Stephen Gately          | 1976    | 2009   | Hudba           |
| 6–10     | Phil Lynott             | 1951    | 1986   | Hudba           |
| 6–10     | Patrick Pearse          | 1879    | 1916   | Politika        |
| 6–10     | Adi Roche               | 1955    |        | Charita         |
| 11–40    | Éamon de Valera         | 1882    | 1975   | Politika        |
| 11–40    | Joe Dolan               | 1939    | 2007   | Hudba           |
| 11–40    | Ronnie Drew             | 1934    | 2008   | Hudba           |
| 11–40    | Colin Farrell           | 1976    |        | Herectví        |
| 11–40    | Garret FitzGerald       | 1926    | 2011   | Politika        |
| 11–40    | Bob Geldof              | 1951    |        | Hudba           |
| 11–40    | Pádraig Harrington      | 1971    |        | Sport           |
| 11–40    | Charles Haughey         | 1925    | 2006   | Politika        |
| 11–40    | Seamus Heaney           | 1939    |        | Literatura      |
| 11–40    | James Joyce             | 1882    | 1941   | Literatura      |
| 11–40    | John B. Keane           | 1928    | 2002   | Literatura      |
| 11–40    | Roy Keane               | 1971    |        | Sport           |
| 11–40    | Ronan Keating           | 1977    |        | Hudba           |
| 11–40    | Seán Lemass             | 1899    | 1971   | Politika        |
| 11–40    | Jack Lynch              | 1917    | 1999   | Politika, Sport |
| 11–40    | Paul McGrath            | 1959    |        | Sport           |
| 11–40    | Christy Moore           | 1945    |        | Hudba           |
| 11–40    | Liam Neeson             | 1952    |        | Herectví        |
| 11–40    | Daniel O'Connell        | 1775    | 1847   | Politika        |
| 11–40    | Daniel O'Donnell        | 1961    |        | Hudba           |
| 11–40    | Brian O'Driscoll        | 1979    |        | Sport           |
| 11–40    | Michael O'Leary         | 1961    |        | Obchod          |
| 11–40    | John O'Shea             | 1944    |        | Charita         |
| 11–40    | Sonia O'Sullivanová     | 1969    |        | Sport           |
| 11–40    | Charles Stewart Parnell | 1846    | 1891   | Politika        |
| 11–40    | Christy Ring            | 1920    | 1979   | Sport           |
| 11–40    | Wolfe Tone              | 1763    | 1798   | Politika        |
| 11–40    | Louis Walsh             | 1952    |        | Hudba           |
| 11–40    | Oscar Wilde             | 1854    | 1900   | Literatura      |
| 11–40    | William Butler Yeats    | 1865    | 1939   | Literatura      |

### Největší Irka
V roce 2005 rozhlasová stanice RTÉ zorganizovala anketu, ve které zjišťovala, která žena byla nejvýznamnější Irka (Ireland's greatest woman). Jako prvních deset se umístilo:
1. Nano Nagle (1718–1784), jeptiška, zakladatelka školské organizace Presentation Sisters pro chudé katolické děti, zejména dívky, kterým zákon tehdy odpíral vzdělání
2. Mary Robinson (* 1944), prezidentka Irska a Vysoká komisařka OSN pro lidská práva
3. Michelle Smith (* 1969), vítězka tří zlatých a jedné bronzové medaile v plavání na LOH 1996 v Atlantě
4. Brigita Irská (451–525), zakladatelka klášterů, jedna z patronek Irska (řada moderních historiků je přesvědčena, že život Brigity je pouze legendou)
5. Gráinne Ní Mháille (c.1530 – c.1603), šlechtična a pirátka
6. Christina Noble (* 1944), zakladatelka nadace Christina Noble Children's Foundation, která pomáhá dětem ve Vietnamu a Mongolsku
7. Edel Quinnová (1907–1944), katolická misionářka
8. Sophia McColgan, přeživší sexuálního zneužívání v dětství
9. Kathleen Lynn (1874–1955), sufražetka
10. Nora Herlihy (1910–1988), spoluzakladatelka družstevních záložen Irish League of Credit Unions